# Ягуар
Ягуа́р (лат. Panthera onca) — вид хищных млекопитающих семейства кошачьих, один из пяти представителей рода пантер (Panthera), который относится к подсемейству больших кошек. Единственный представитель рода на территории Северной и Южной Америки.
Третий по размеру в мире, и самый крупный в Новом Свете представитель семейства кошачьих.
Ареал вида простирается от Мексики к югу до Парагвая и северной Аргентины.
Длина тела без хвоста 112—185 см, хвост 45—75 см, масса 36—113 кг, в основном 60—90 кг, в отдельных случаях до 120 кг. Рекорд в природе составляет 158 кг. Самка на 20 % меньше и легче. Обычный нормальный взрослый самец крупного подвида весит около 90—120 кг (в среднем около 90—95 кг), а самка 60—80 кг. Высота в холке составляет 63—76 см.
Внешне ягуар очень похож на леопарда, но значительно превосходит его по размерам. Подобно тигру, он способен неплохо плавать.

## Название

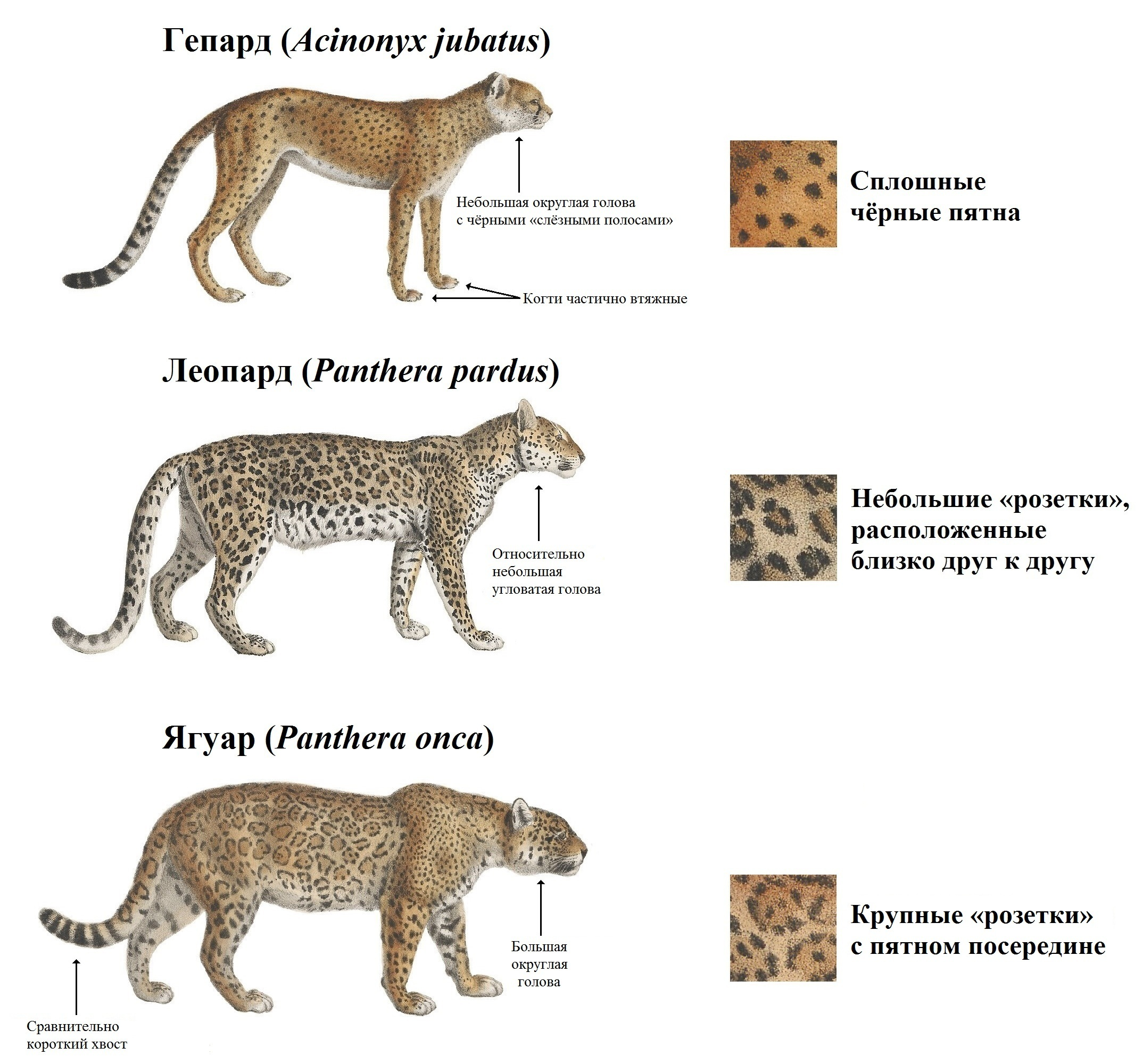
Основные анатомические различия между гепардом, леопардом и ягуаром

В зонах обитания ягуар по-испански называется по-разному: otorongo, jaguar, yaguareté, yaguar, onza, tigre или tigre americano; мексиканцы называют его на языке науатль ocelotl, что ошибочно совпадает с общепринятым названием оцелота, для этого последнего ацтекское название было tlatlauhquiocélotl. На одном из языков майя он называется balam, на мапуче — nahuel и на кечуа — uturuncu, uturunku или unqa. На большей части Латинской Америки его называют просто «tigre» (тигр), хотя его родство с тиграми довольно отдалённое; в Бразилии на португальском он называется onça.
Довольно часто слово «Yahuar» (Явар / Йавар) или «Yaguar» (Ягуар) встречается в языке кечуа (как правило, испанцами кечуанский звук «hua» — «ва / уа», записывался как «gua» — «гуа», но в кечуа не было согласной «г»), где оно значит «кровь» и так или иначе всегда связано с кровью. Это слово было составной частью имён правителей инков: Ягуар Укис [Yaguar huquiz] (упоминается у Фернандо Монтесиноса), Явар Вакак (Плачущий Кровью; упоминается всеми перуанскими хронистами, начиная с 1540-х годов). Слово «явар/ягуар» входило во множество кечуанских словосочетаний: «Allin yahuar, или yahuarniyoc» — знатный человек из хорошего рода или хорошей крови/касты, «Yahuar yahuar» — полный крови, окровавленный, «yahuar macintin» — родственник, и многие другие. Возможно, данное слово было также определением к хищным животным (в кечуа храбрый человек сравнивается именно с ягуаром или пумой), от чего и получило своё распространение, поскольку похожее слово на языке гуарани стало известно европейцам значительно позже, так как активная колонизация Парагвая началась с 1600-х годов, на 70 лет позже колонизации Перу (1532).

## Филогения
Основные данные относительно эволюции вида получены с помощью палеонтологических и молекулярно-филогенетических исследований.
Ягуар — единственный представитель рода Panthera в Новом Свете.
И молекулярные, и палеонтологические данные подтверждают близкое родство ягуара с другими представителями рода. Последний общий предок этого рода и его ближайшего родственника — дымчатого леопарда — жил между 6 и 10 млн лет назад. Сам же вид возник, по палеонтологическим данным, примерно 3,8 млн лет назад.
Основные морфологические признаки свидетельствуют о том, что наиболее близкий родственник ягуара — леопард. Однако исследование ДНК окончательно не завершено, и мнения о родственных связях ягуара различаются у разных исследователей. Ископаемые остатки вымерших видов рода, таких как европейский ягуар (Panthera gombaszoegensis) и американский лев (Panthera leo atrox), совмещают в себе характерные признаки и льва и ягуара. Анализ митохондриальной ДНК ягуара показал, что этот вид возник от 510 000 до 280 000 лет назад, что позднее, чем предполагалось по ископаемым остаткам.

## Распространение
Ареал ягуара простирается от Центральной Америки до болот и сельвы Мату-Гросу, а также севера Аргентины. Самые крупные ягуары обитают в бразильском штате Мату-Гросу. Ягуары полностью истреблены в Сальвадоре и Уругвае.
Основные места обитания ягуара — тропические дождевые леса и злаковники, но зверь встречается и в семиаридных районах, заросших ксерофитными кустарниками. Его встречали в горных лесах, на высоте до 2000 м, и на океанском побережье, где хищник отыскивает и выкапывает черепашьи яйца.
Древнейшие ископаемые остатки ягуара датируются поздним плиоценом (примерно 2 млн лет). В те времена ягуар населял весь юг нынешних США (последние ягуары были здесь убиты около 1900 года). Сейчас ареал ягуара сократился до трети от первоначального.

## Подвиды
По различным данным насчитывается от 3 до 9 подвидов ягуара, из которых как минимум один (техасский) истреблён:
- Panthera onca onca (амазонский ягуар) обитает в дождевых лесах Амазонии, номинативный подвид;
- Panthera onca peruvianus (перуанский ягуар) — в Перу и Эквадоре, часто включается в амазонский подвид;
- Panthera onca hernandesii (мексиканский ягуар) — в Мексике;
- Panthera onca arizonensis (аризонский ягуар) — от юга штата Аризона до Соноры в Мексике;
- Panthera onca centralis (центральноамериканский ягуар) — в Центральной Америке;
- Panthera onca goldmani (ягуар Голдмана) — в Мексике, Белизе и Гватемале;
- Panthera onca veracrucis (техасский ягуар) — в центральном Техасе (истреблён);
- Panthera onca palustris (бразильский ягуар) — в Южной Бразилии;
- Panthera onca paraguensis (парагвайский ягуар) — в Парагвае, часто включается в бразильский подвид;

## Образ жизни

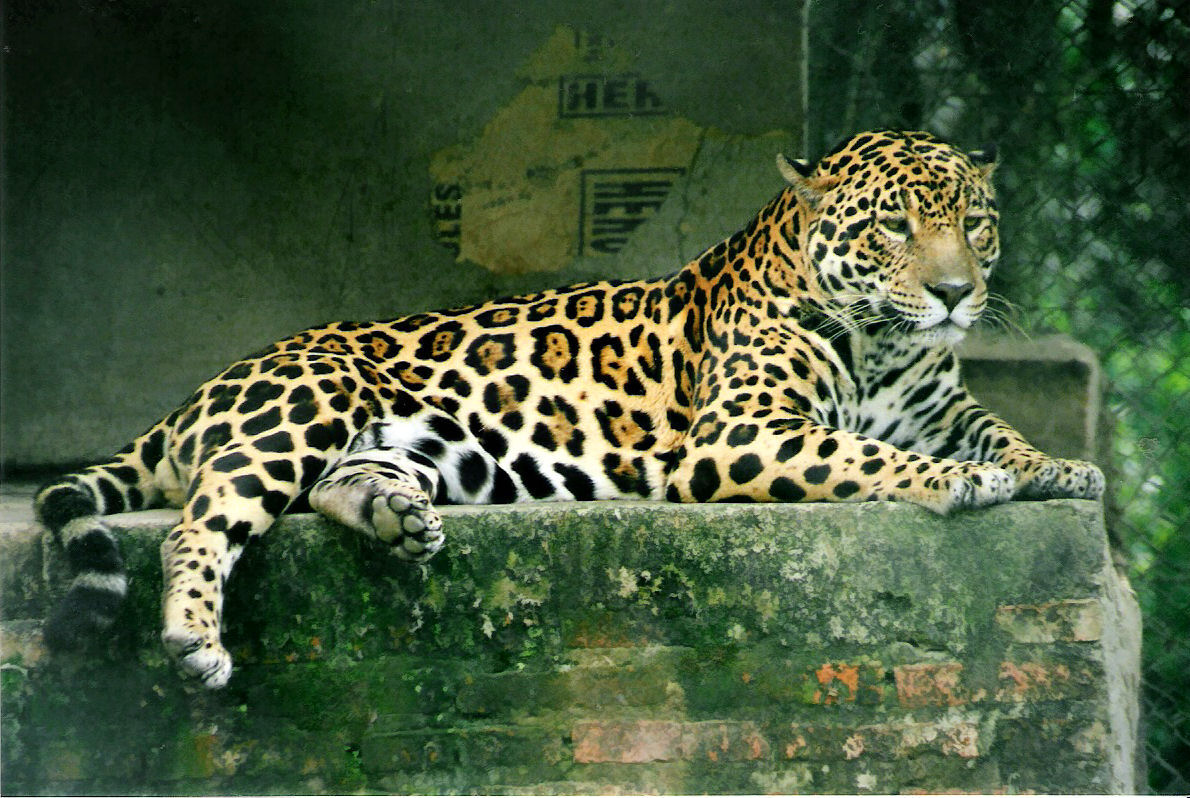
Ягуар

Образ жизни ягуаров одиночный. Как и все хищные кошки, ягуары — территориальные звери; площадь территории одного ягуара занимает от 25 (у самок) до 50 и даже больше (у самцов) квадратных километров, в зависимости от ландшафта и количества дичи. Как правило, охотничий участок самца по форме представляет собой треугольник. На своей территории самец охотится 3—4 дня в определённом районе, а затем переходит на другой участок. Кроме того, зверь наведывается к определённым «пограничным точкам» через каждые пять или пятнадцать дней. По этой причине ягуар является настоящим бродягой, постоянно «шатающимся» по сельве. Ягуар крайне нетерпим к другим кошачьим (в частности, к пумам) на своей территории, но довольно миролюбив к своим сородичам, и охотничьи территории ягуаров часто пересекаются.
Ягуар является сумеречным хищником. Его самые активные охотничьи часы приходятся на время после захода солнца (примерно с 18:30 до 21:30) и перед рассветом (с 03:00 до 06:00). В неволе ягуар доживает до 22—25 лет.

## Питание
Ягуар является высшим хищником, но в отличие от льва или тигра, в своей среде обитания встречается лишь с небольшим количеством разнообразных копытных. По этой причине ягуары нередко ищут альтернативные источники питания, охотясь около воды на относительно менее крупных, но хорошо защищённых животных. В рационе ягуаров отмечено по меньшей мере 87 видов. Предпочитаемая добыча ягуара по большей части ареала — это капибары, кайманы и пекари. По возможности они охотятся на оленей, муравьедов, мазам и тапиров, ловят змей (включая анаконд), водоплавающих птиц и рыбу. В рацион ягуаров также входят обезьяны, лисицы, игуаны, опоссумы, выдры, грызуны, носухи и другие мелкие животные. Охотится ягуар и на пресноводных черепах и броненосцев — его мощные челюсти способны преодолеть их защиту. На побережьях хищничеству ягуаров подвергаются яйца морских черепах (главным образом зелёных морских черепах и логгерхедов), а иногда — самки, вышедшие их отложить. Иногда даже фиксировались случаи убийств ягуарами взрослых самок кожистых черепах. В отличие от пумы, ягуар охотно и часто нападает на домашних животных, особенно крупный рогатый скот. Однако азиатские буйволы, предлагаемые южноамериканским фермерам как выгодная альтернатива коровам, оказываются недосягаемой для ягуаров добычей.
Основной метод охоты ягуара — это засада в высокой траве или на дереве. Обычно такую засаду он устраивает на берегу водоёма в траве или на тропах, ведущих к водопою. При нападении на жертву ягуар, как правило, прыгает на неё со спины или сбоку, хватая за шею. Установлено, что при нападении на крупный рогатый скот ягуар чаще всего стремится повалить свою жертву на землю — при падении жертва сильно, а иногда и смертельно, травмируется. У большинства коров, погибших после атаки ягуаров, были сломаны шейные позвонки в результате удара о землю, а головы при этом почти запрокинуты на спину. В отличие от других крупных кошачьих, ягуар нередко прокусывает своей жертве череп или шейные позвонки, а не только душит её, схватив за горло. Такой метод убийства особенно эффективен против крупных рептилий, в том числе якарских кайманов, составляющих основу рациона ягуаров в Пантанале. Если жертва обнаружила хищника и спасается бегством, ягуар практически никогда не преследует её.

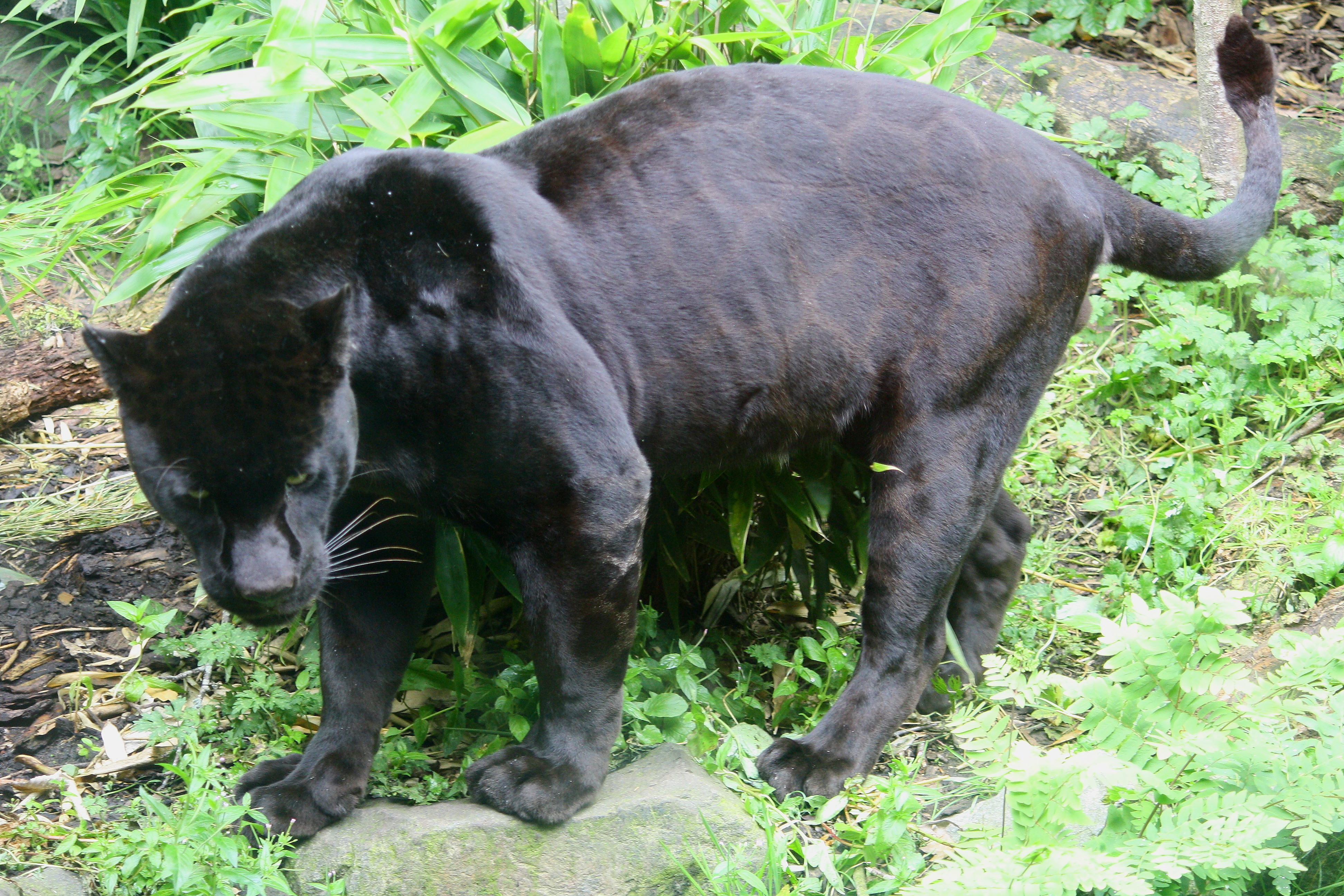
Ягуар-меланист или чёрная пантера

Убив добычу, ягуар начинает поедать её с головы, постепенно продвигаясь к задней части. Если жертва велика, хищник остаётся у неё, утоляя голод в два приёма, с интервалом в 10—12 часов. Ягуар почти не питается падалью, поэтому к остаткам своей жертвы возвращается очень редко.
На охоте зверь издаёт низкое, отрывистое, гортанное ворчание, а по ночам и в брачный период оглушительно ревёт.

## Взаимодействие с другими хищниками
В Центральной Америке и тропической Южной Америке ареал ягуара пересекается с ареалом пумы. Некоторые авторы заявляют о доминации ягуаров над пумами. Задокументировано несколько случаев взаимодействия ягуаров с пумами, в том числе и убийств пум ягуарами. Так, Б. Миллер сообщает: «Вполне ожидаемо, что ягуар, как более сильная кошка, будет доминировать над более стройной и гибкой пумой, это предположение подкреплено свидетельствами того, что ягуары убивали и поедали пум». В таких случаях ягуары значительно крупнее пум, хотя размеры самок ягуара и пум обоих полов могут совпадать. Но существует и иная точка зрения. Натуралист из Ла-Плате, Уильям Х. Хадсон (1929, 35) часто цитируется сторонниками превосходства пумы. Хадсон говорит, что он часто слышал о том, как пумы в Аргентине и Парагвае были агрессорами в таких ситуациях и что они обычно одолевают ягуаров в поединках лицом к лицу. Охотники находили примечательные шрамы на спинах убитых ими ягуаров, предположительно, эти шрамы могли быть результатами схваток с пумами. Там, где ареал ягуаров достигает своих границ, пумы могут быть крупнее ягуаров.
В 2016 году обнаружена частично съеденная туша молодой половозрелой самки чёрного медведя с отличительными проколами от зубов в черепе, оставленными ягуарами. Как установлено по шерсти, найденной в его фекалиях, вероятно, её добыл El Jefe, единственный дикий ягуар, который в настоящее время обитает на территории США. Есть предположение, что очковые медведи избегают места обитания ягуаров, что может быть связано с хищничеством со стороны последних, однако это не подтверждено фактами взаимодействия двух хищников. Вероятно, опасности со стороны ягуаров (а также пум и более крупных очковых медведей) подвержены молодые особи, в то время, как у взрослого очкового медведя нет естественных врагов. Также зафиксировано несколько взаимодействий ягуаров с гигантскими выдрами, включая охоту ягуара на одиночных выдр, ухода одиночных выдр от ягуаров и вытеснение ягуаров группами выдр.
Хотя ягуары легко справляются с крупными якарскими кайманами более 2,5 метров в длину, нередко даже вытаскивая их прямо из воды, даже небольшие чёрные кайманы подвергаются значительно меньшему хищническому прессу, а крупные особи порой и сами могут быть опасны для ягуаров. В Белизе зафиксирован случай межвидового клептопаразитизма центральноамериканского крокодила по отношению к ягуару, в результате которого 3-метровый крокодил отнял у ягуара убитого им центральноамериканского тапира. В Центральной Америке и отдалённых частях Южной Америки ягуары могут встречаться с острорылыми крокодилами. Однако взаимодействия между ними в настоящее время не отмечено, за исключением единичного события хищничества ягуара по отношению к 2,5 метровому подростку острорылого крокодила. Несмотря на то, что ягуары охотятся даже на очень крупных обыкновенных удавов и зелёных анаконд, в одном случае рядом с Пастус-Бонс, Мараньян, был найден мертвый ягуар, скорее всего убитый анакондой, которая не смогла проглотить его из-за большого размера добычи. В другом случае в желудке убитой анаконды (которая по сообщениям, проглотила настолько крупное животное, что практически не могла двигаться) был найден полувзрослый ягуар, нанесший змее лишь незначительный урон. В этих примерах ягуары скорее всего были атакованы гигантскими змеями в воде и от этого дезориентированы.

## Опасность для человека
Случаев нападений ягуаров на людей известно очень мало, а неспровоцированных — и того меньше. Людоедство среди этих хищников — явление исключительное, что резко отличает их от пантер Старого Света. Чаще всего ягуар нападает, когда защищается. Если ягуара не провоцировать, он обычно не агрессивен, а скорее любопытен и часто преследует человека по лесу, не проявляя враждебных намерений, однако изредка бросается и на людей.
Люди, повстречавшие неожиданно ягуара в чаще, испытывали странное чувство почтения и некого удивления. Вот как о встрече с ягуаром писал в 30-х годах XX века английский путешественник и зоолог Айвен Сандерсон:
Я сильно вздрогнул от неожиданности, когда нарост вдруг изменил очертания и стал медленно взбираться по стволу. Я должен обратить ваше внимание на необъяснимый и очень интересный факт: хотя животное, которое я безошибочно узнал по силуэту, было хищником, я не чувствовал ничего похожего на то необычайное ощущение безотчётного ужаса, которое возникает при виде леопарда в Западной Африке, пронизывая вас с головы до пят. Передо мной на дереве в каких-нибудь двенадцати футах [ок. 4 метров] припал к стволу ягуар: в лунном сиянии зверь казался громадным, как настоящий выбеленный луной динозавр, но того одуряющего, тошнотворного ужаса он у меня не вызывал.

## Жизненный цикл

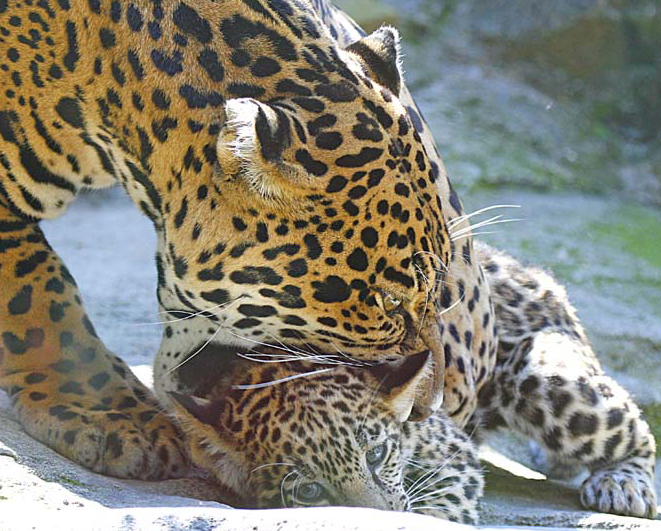
Самка ягуара с детёнышем

Определённого сезона размножения у ягуара нет. Самка готова к спариванию на третий год жизни. Хотя ягуар — одиночное животное, в период свадеб они могут собираться небольшими группами. Поединков между самцами почти не бывает, а выбор партнёра полностью зависит от самки. После такого выбора невеста временно переходит на территорию избранника. Самец остаётся с самкой только на период спаривания.
Примерно через 100 дней после зачатия в логове среди камней, в густом кустарнике или дупле самка рожает двух-четырёх детёнышей. В их узоре больше чёрного, чем у родителей, причём он состоит не из розеток, а из сплошных пятен. Прозревают котята через две недели, а в логове молодые ягуары проводят первые шесть недель. Мать кормит детёнышей молоком на протяжении полугода, после приучает их к охоте. Молодые особи живут с матерью первые два года, после уходят искать себе территорию.

## Статус популяции
На значительной части своего прежнего ареала этот вид почти или полностью истреблён. Сыграли свою роль изменение людьми естественных местообитаний ягуаров, промысел ради ценной шкуры, а также отстрел скотоводами, опасавшимися за безопасность своих стад.
В 1973 году ягуар внесён в международную Красную книгу и во многих странах охраняется. В таких странах, как Уругвай и Сальвадор, ягуар теперь практически не встречается. Отстрел ягуаров в ограниченных количествах разрешён в Бразилии, Мексике и некоторых других странах. В Боливии разрешена охота ради трофеев.

## Образ ягуара в культуре

### В индейской мифологии
В культурах доколумбовой Америки ягуар, один из самых сильных хищников Южной Америки, пользовался особым вниманием и почестями. Ольмеки отождествляли себя с ягуаром; он являлся главным героем ольмекского культа и занимал в пантеоне богов центральное место. Изображение ягуара можно было найти на каменных скульптурах и алтарях этого народа. Майя, жившие в Центральной Америке, почитали ягуара (balam) как первопредка — трое из четверых первых людей носили имена B’alam K’itze (Ягуар-Кедр), B’alam Aq’ab (Ягуар-Ночь) и Ik’ib’alam (Тёмный Ягуар).
Как символ власти, шкуры ягуаров и шлемы в форме их голов носили вожди. В культуре ацтеков бог Тескатлипока часто обращался ягуаром, чья пятнистая шкура олицетворяла узор звёздного неба.

### В литературе
Борхес повествует об ацтекском маге Тсинакане, читающем нетленные письмена, оставленные богом на шкуре ягуара. По замыслу автора, шкура олицетворяет наиболее надёжный из имеющихся в распоряжении Бога носитель информации.
В рассказе «Бразильский кот» Артура Конан Дойля описан ягуар-меланист.

### В спорте
- Jaguar — автомобилестроительная компания, наиболее известная производством спортивных машин высокого класса; в Формуле-1 несколько лет существовала команда, представлявшая эту фирму.
- Футбольный клуб Высшего дивизиона Мексики носит название «Ягуарес Чьяпас».
- Клуб по американскому футболу в США называется «Джексонвиль Джагуарс».

### Прочее
- Jaguar — слабоалкогольный энергетический напиток.
- Jaguar — суперкомпьютер класса массово-параллельных систем.
- Fender Jaguar — электрогитара фирмы Fender.
- SEPECAT Jaguar — истребитель-бомбардировщик англо-французской разработки.